# Myriostigma
Myriostigma is een geslacht van schimmels behorend tot de familie Arthoniaceae. De typesoort is Myriostigma candidum.

## Soorten
Volgens Index Fungorum bevat het geslacht negen soorten (peildatum december 2023):
| Soortnaam                  | Auteur(s)                                            | Publicatiejaar |
| -------------------------- | ---------------------------------------------------- | -------------- |
| Myriostigma candidum       | Kremp.                                               | 1875           |
| Myriostigma filicinum      | (Ellis & Everh.) Frisch & G. Thor                    | 2014           |
| Myriostigma irregulare     | (Lücking, Aptroot, Kalb & Elix) Frisch & G. Thor     | 2014           |
| Myriostigma miniatum       | (Vain. ex Lücking) Aptroot, Ertz, Grube & M. Cáceres | 2015           |
| Myriostigma napoense       | (Kalb & Jonitz) Kukwa                                | 2015           |
| Myriostigma nicobaricum    | Jagadeesh & G.P. Sinha                               | 2016           |
| Myriostigma subcandidum    | (M. Cáceres & Lücking) Frisch & G. Thor              | 2014           |
| Myriostigma xanthominiatum | Aptroot & M.F. Souza                                 | 2021           |
| Myriostigma xanthonicum    | Aptroot & M. Cáceres                                 | 2018           |